# 케리 셰일
케리 셰일(Kerry Shale, 1958년 6월 17일 ~ )은 캐나다의 배우, 텔레비전 배우이다.
위니펙에서 태어났다.

## 영화
- 스트라이크 (2018년)
- 파이널 포트레이트 (2017년) - 클로드 마티노 역
- 트립 투 스페인 (2017년) - 매트 역
- 토마스와 친구들: 그레이트 레이스 (2016년)
- 문워커스 (2015년)
- 미래경찰 (2015년) - 마틴 폭스 역
- 헬로우 카터 (2013년)
- 창문넘어 도망친 100세 노인 (2013년) - 해리 S 트루먼 역
- 판타스틱 피어 (2012년) - 하비 험브리스 역
- 토마스와 친구들: 블루마운틴 미스터리 (2012년) - 헨리 (미국) 역
- 테드: 황금도시 파이티티를 찾아서 (2012년) - 테드 (목소리) 역
- 아더 크리스마스 (2011년) - UNFITA OPS 목소리 역
- 힌터랜드 (2010년)
- 모 (2010년)
- 런던 블러바드 (2010년) - 변호사(uncredited) 역
- 유니버셜 솔저 3 - 리제너레이션 (2009년) - 닥터 콜린 역
- 토마스와 친구들: 선로 위의 영웅 (2009년) - 헨리 (미국) 목소리 역
- 세상을 파괴하는 법 - 버릴 것/탈 것 (2008년)
- 세상을 파괴하는 법 - 먹을 것/놀 것 (2008년)
- 제노바 (2008년)
- 기디온의 딸 (2005년)
- 망가 라티나 킬러 (2005년)
- 웨딩 데이트 (2005년)
- 더 재킷 (2005년)
- 코드 46 (2003년)
- 왕의 수염 (2002년)
- 맥스 (2002년)
- RKO 281 (1999년)
- 웰컴 투 사라예보 (1997년)
- 와일드 사파리 (1997년)
- 개구쟁이 데니스 - 96년 영국 애니메이션 시리즈 (1996년)
- 쥬드 (1996년)
- 샤프의 소총 (1993년)
- 적색 테러 (1989년)
- 나니아 연대기 - 사자, 마녀 그리고 옷장 (1988년) - 미스터 비버 역
- 슈퍼맨 4 - 최강의 적 (1987년)
- 라비린스 (1986년)
- 토마스와 친구들 (1984년)
- 엔틀 (1983년)
- 외로운 법정 (1983년)